# Eliza Gawryluk
Eliza Anna Gawryluk (ur. 30 lipca 1988 w Olsztynie, zm. 17 lipca 2017 w Qionglai koło Chengdu) – polska lekkoatletka, specjalistka od długich dystansów, modelka.

## Kariera
Zawodniczka AZS UWM Olsztyn była wielokrotną medalistką mistrzostw w kraju w różnych kategoriach wiekowych. Szósta zawodniczka mistrzostw Europy juniorów w biegu na 3000 metrów z przeszkodami (2007). Reprezentantka Polski w mistrzostwach Europy w przełajach (65. miejsce wśród juniorek) i pucharze Europy w biegu na 10 000 metrów (2009, nie ukończyła biegu). Karierę sportową przerwała w wieku 23 lat ze względu na częste kontuzje i problemy ze zdrowiem.

## Rekordy życiowe
- Bieg na 3000 metrów z przeszkodami – 10:24,80 (2007)
- Bieg na 10 000 metrów – 34:39,23 (2008)